# Greenwood, Missouri
Greenwood är en ort i Jackson County i delstaten Missouri, USA.